# L'Hommage aux héros
L'Hommage aux héros est un projet de parcours scénique à visée historique et mémorielle, consacré au débarquement de Normandie. Situé dans le Calvados ou dans la Manche, il devrait ouvrir ses portes en 2024 à l'occasion des 80 ans du Jour J.

## Historique
En janvier 2020, Hervé Morin, président de la région Normandie, annonce la création d'un futur site mémoriel consacré au débarquement, d'abord appelé « D-Day Land » par le président du Comité du Débarquement, Jean-Marc Lefranc, surnom ensuite repris par la presse et par les opposants au projet. Arguant de l'importance du tourisme de mémoire en Normandie, Hervé Morin explique qu'on « ne peut pas se contenter de faire l'événement tous les cinq ans. L'objectif est de pouvoir retenir chaque année les touristes quelques jours de plus ». 
Le lieu est censé accueillir environ 600 000 visiteurs entre mars et novembre sur une superficie d'une trentaine d'hectares. Le financement en serait assuré par des fonds privés pour un montant évalué dans un premier temps entre 150 et 200 millions d'euros, réduit depuis lors à 50 millions. Le projet est porté par trois producteurs : Stéphane Gateau, Roberto Ciurleo et Régis Lefebvre,. 
Le projet est soutenu par plusieurs acteurs institutionnels, dont le président du conseil départemental de la Manche Marc Lefèvre, le député Philippe Gosselin, le sénateur Philippe Bas, le président du Comité du Débarquement Jean-Marc Lefranc et plusieurs élus normands,. Les villes de Bayeux et de Carentan-les-Marais se déclarent intéressées par l'implantation du site sur le territoire de leur commune,.  
Les enjeux historiques et éthiques d'un tel projet aux contours jugés trop flous soulèvent alors des inquiétudes et des oppositions, relayées notamment par des collectifs d'habitants, des conseillers régionaux, des vétérans et des descendants de vétérans,. Dans une tribune publiée dans le journal Le Monde, les opposants au projet dénoncent les dérives du « business mémoriel » en Normandie. Un collectif de descendants des membres du commando Kieffer s'insurge quant à lui contre le principe même d'un spectacle et demande à Hervé Morin d'abandonner son projet tandis que d'autres voix demandent aux producteurs de clarifier leurs intentions artistiques et historiques. Le directeur du Mémorial de Caen, Stéphane Grimaldi, estime qu'on « aurait tort de se priver d'un débat » et déclare : « la vraie question est de savoir ce qui restera de cette mémoire dans vingt ans » face « aux jeunes publics, qui n'ont souvent plus aucun lien direct avec le sujet ». Lors d'une présentation publique en octobre 2020 à Carentan-les-Marais, Roberto Ciurleo, l'un des producteurs, déclare : « nous jouons la transparence totale. Il était important pour nous de porter à la connaissance du public la genèse et les détails du projet, y compris aux opposants ». 
Pour répondre aux inquiétudes formulées dès la première évocation du projet, les porteurs de celui-ci annoncent que le Comité du Débarquement va se constituer en comité d'éthique. Il sera co-présidé par Jean-Marc Lefranc et Serge Barcellini, président du Souvenir français. Léon Gautier, le dernier vétéran du Commando Kieffer, est d'abord annoncé comme conseiller de ce comité, tout en étant défavorable au projet en l'état; cette annonce ne sera cependant pas confirmée et Léon Gautier rejoindra, avec Hubert Faure, avant-dernier membre du commando (décédé en avril 2021), les signataires d'une lettre ouverte contre le projet. Ce comité d'éthique sera associé à un conseil scientifique réunissant des historiens normands et internationaux, comme Jean Quellien, Antony Beevor et Stéphane Simonnet. Tristan Lecoq, inspecteur général de l’Éducation nationale, en charge de l’écriture des programmes d’histoire de cette période, veillera à ce que le projet soit pédagogique. À sa création en novembre 2022, les présidents du comité d'éthique et de la mémoire précisent que « notre rôle est de regarder si ce projet est respectueux des hommes et des femmes qui ont fait cette page d’histoire » et que le comité ne prendra pas position sur les questions d'environnement et d'urbanisme. Ces déclarations suscitent les critiques des opposants, qui s'interrogent : « un comité qui refuse de traiter la question de fond, qui refuse de réfléchir aux questions environnementales et de prendre positions mérite-t-il la qualification d'éthique ? » .   
Nick Mueller, fondateur du National WWII Museum, le plus important musée américain consacré à la Seconde Guerre mondiale, explique dans Ouest-France que ce projet s'inscrit dans l'effort général des musées et des sites mémoriels pour trouver « des moyens d'améliorer considérablement la mémoire publique de manière authentique ». Il en veut pour preuve les excellents retours d'anciens combattants sur les œuvres immersives proposées par son musée, décrites par ces derniers comme « une expérience puissante qui résonne sur les plans émotionnel et intellectuel ».

## Nature du projet
Le projet est présenté par ses promoteurs comme un « documentaire vivant », articulé autour d'une mise en scène immersive mêlant images d'archives, nouvelles technologies scéniques et tableaux vivants : « il faut imaginer un documentaire en live à base d'images d'archives retravaillées, de sons. Il n'y aura pas de chansons, de dialogue. Nous ne sommes pas dans une comédie musicale, dans un parc mais dans une narration ».    
Cette création sera portée par les metteurs en scène canadiens Serge Denoncourt et Stéphane Roy, associés aux comités éthique et scientifique pour l'écriture de l'œuvre. Les scénaristes prévoient jusqu'à un an et demi de travail d'écriture. Les promoteurs s'engagent à, d'une part, rendre compte régulièrement au comité d’éthique afin de s’assurer que ce « docu-live » soit fidèle et reste au service du devoir de mémoire, et d'autre part à arrêter le projet si le scénario final venait à être rejeté par le comité,.    
Un théâtre sur rails doit être construit sur le site, pour accueillir environ 800 spectateurs sur des gradins abrités qui seront menés, depuis une gare, par un travelling avant à travers les étapes successives du Débarquement, appuyées par des images d'archives souvent inédites : les préparatifs militaires à New-York, Londres et Paris, l'assaut sur les plages normandes, la bataille des haies, ainsi que les répercussions humaines qui ont suivi,. L'œuvre se veut populaire et pédagogique et s'adresse en premier lieu aux jeunes, aux étudiants et aux élèves français, canadiens et américains, afin de « transmettre la mémoire aux jeunes générations ».  
Serge Denoncourt explique vouloir proposer un récit complémentaire à la vision américaine et britannique de l'événement, à la suite des travaux de Jean Quellien, et évoquer certaines zones d'ombres qui ont laissé des cicatrices encore vives : « Les Américains ont débarqué, participé à la Libération du pays, mais ils ont aussi commis des actes qui sont encore douloureux. Je veux savoir comment cela est vécu et perçu ici ». 
Le projet évoquera le rôle du commando Kieffer, mais aussi le parcours de la résistante Marie-Madeleine Fourcade ainsi que celui d'un reporter québécois venu en Normandie.